# Фиалка Виттрока
Фиа́лка Ви́ттрока, или садо́вые аню́тины гла́зки (лат. Víola × wittrockiána) — травянистое многолетнее растение гибридного происхождения семейства Фиалковые. 

Под этим названием объединяют многочисленные сорта и сортогруппы, полученные с участием фиалки трёхцветной (Viola tricolor), алтайской (Viola altaica) и жёлтой (Viola lutea), а также, возможно, и некоторых других видов (например, Viola cornuta).
Видовое название фиалка получила в честь шведского профессора ботаники Вейта Виттрока, директора Бергианского ботанического сада (англ. Bergianska Botanical Gardens) и автора книги по истории этого растения.
Синонимы: Viola tricolor hort., Viola tricolor var. maxima hort..

## Морфологическое описание[4]
Растение сильноветвистое компактной или полураскидистой формы высотой 15—40 см. Корневая система мочковатая.
Листья тёмно-зелёные очередные, черешчатые, яйцевидной или овальной формы снизу и узкие наверху, с городчатыми краями. Прилистники лировидно-раздельные.
Цветки крупные, диаметром до 10 см, одиночные, образуются в пазухах листьев. Околоцветник двойной, венчик плоский 5-лепестный, нижний лепесток — с нектароносной шпорой и опушённой ложбинкой, в которую высыпается пыльца, боковые лепестки направлены вверх. Столбик на верхушке шарообразно утолщён. Окраска венчика разнообразная: белая, жёлтая, голубая, синяя, оранжевая, винно-красная, однотонная или со штрихами и пятнами различной величины.
Плод — трёхкамерная коробочка. Семена мелкие, длиной 1,8—2 и шириной до 1 мм, обратнояйцевидной формы. Поверхность семян блестящая, гладкая. Окраска — от светло- до тёмно-коричневой. В 1 г содержится 0,8−1 тыс. штук семян. Всхожесть сохраняют до 2 лет (по другим данным — 3).
Диплоидное число хромосом равно 48, 50.

## История и распространение культуры
Фиалка Виттрока — антропофитный вид растения.
Общее распространение — широко культивируется во внетропических странах в качестве декоративного растения, иногда встречается как сорное растение.
Считается, что гибридная фиалка выведена селекционерами в Англии в 30-х годах XIX столетия, затем она распространилась во Франции, Германии и была завезена в Россию. В начале XX века в Америке в городе Портленде (штат Орегон) были созданы крупноцветковые сорта фиалок различных оттенков красного цвета с диаметром цветка до 10−12 см. Во второй половине XX века центр селекции фиалок переместился из Западной Европы в Японию. Большинство выращиваемых в настоящее время гетерозисных гибридов F1 было создано селекционерами крупнейшей селекционной и семеноводческой японской фирмы «Sakata Seed Corporation».

## Особенности биологии и возделывания

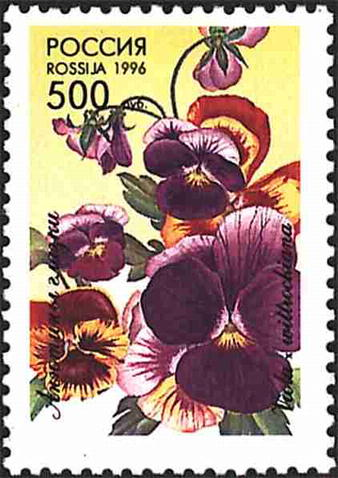
Почтовая марка России

Многолетник, культивируемый чаще как двулетник, иногда как однолетник. Фиалку Виттрока размножают, как правило, семенами, делением куста или черенкованием.
При традиционной двулетней культуре в средней полосе России семена высевают в теплицу или рассадник в июне — июле. В качестве грунта используют готовую смесь или смешивают дерновую (огородную) землю, перегной, торф, песок в соотношении 2:2:2:1. Семена высевают негусто, рядками в неглубокие бороздки или вразброс, и засыпают грунтом на 0,5 см.
Норма высева — 2—3 г семян на 1 м². Оптимальной считается температура 20—22 °C. Всходы обычно появляются на 10−15 день после посева и в первое время сеянцы развиваются очень медленно. Сеянцы пикируют в фазе двух настоящих листочков по схеме 6×6 см. Через 7−10 дней после пикировки растения начинают подкармливать. Подкормки проводят раз в 10 дней, чередуя комплексные минеральные удобрения с органическими.
В конце лета — начале осени рассаду высаживают на постоянное место. Место для крупноцветковых гибридов выбирают светлое, защищённое от сильных ветров. Фиалка нетребовательна к почвенным условиям, благоприятным значением кислотности почвы (по Müller) является pH 6,0—8,0. Лучше всего подходят плодородные, влажные суглинки, поскольку на бедных, сухих, песчаных почвах цветки быстро мельчают.
Фиалка Виттрока — достаточно теневыносливое растение, однако при выращивании в полутени её цветение становится не столь обильным, но более продолжительным. Не следует высаживать фиалку и в низины, где застаиваются талые воды, так как это приводит к гибели растений.
За неделю до высадки почву перекапывают, добавляя перегной или компост (за исключением свежего навоза). Расстояние между растениями при посадке 20—30 см в зависимости от высоты конкретного сорта. Сразу же после посадки почву вокруг растений мульчируют торфом или перегноем, слоем 3 −5 см. Это позволяет сохранить влагу, необходимую при укоренении растений, а также оказывает благоприятное действие в суровый для растений зимне-весенний период. Чтобы растения хорошо развивались и непрерывно цвели, почва должна поддерживаться в умеренно влажном состоянии. Необходимо также производить периодические подкормки минеральными удобрениями в соотношении 30—40 г на 10 л воды. Хотя фиалка достаточно зимоустойчива, в суровые зимы растения нуждаются в лёгком укрытии еловым лапником или листвой деревьев.
Если фиалку выращивают, как однолетнюю культуру для цветения летом семена высевают в закрытом грунте в феврале-марте. Цветущие растения высаживают на постоянное место в конце апреля — начале мая. Этот способ выращивания практикуется в городском озеленении.
В настоящее время применяется контейнерная технология, позволяющая получать цветущие растения круглый год. Для этого семена сеют летом или осенью. Осенние саженцы выдерживают при температуре 5 °C до наступления достаточно светлых дней, примерно до февраля. После этого температуру поднимают до 12—17 °C для зацветания. С подсветкой цветущие растения можно получать и зимой. Сеянцы от летнего посева зацветают осенью. Для получения компактности растений рекомендуется применять ретарданты.
Как правило, многолетние виды фиалок размножаются делением кустов. Лучше всего это проводить весной или осенью. Но в случае крайней необходимости посадку можно произвести и летом.
Довольно часто фиалку Виттрока размножают семенами. Их высевают осенью в открытый грунт. Если семена свежие, то ранней весной уже появляются всходы. Практикуют посадку семян и в мае, но осенний посев предпочтительнее. Сеянцы пикируют. Осенью этого же года растения высаживают на постоянное место. Цвести молодые фиалки начинают на второй год жизни.
При посадке редких садовых форм или при недостатке посадочного материала производят черенкование. При этом черенки высаживают не только в парники, но и сразу на постоянное место. После посадки около полутора недель, до полной приживаемости, растения обильно поливают.
Через 3−4 года фиалки сильно разрастаются, кусты разваливаются, теряют декоративность, а цветение становится более скудным. Чтобы предотвратить вырождение, кусты раз в 3 года выкапывают и делят либо производят повторный посев.

## Садовые классификации
К середине XX столетия селекционерами было создано большое множество сортов анютиных глазок, поэтому необходимо было как-то объединить растения, сходные по величине и форме цветка, зимостойкости, срокам и обилию цветения в садовые группы.
Садоводами применяются различные виды классификации. Одни основным критерием считают величину и количество цветков — соответственно это группы крупноцветковая и многоцветковая. Другие берут за основу окраску цветка, которая включает три группы: одноцветные, двухцветные и пятнистые. Некоторые садоводы делят фиалки на группы, соответствующие условно выбранным эталонным сортам, где учитываются сроки цветения, общий вид растения и зимостойкость.
В последние десятилетия селекционеры создают не сорта, а так называемые гетерозисные гибриды F1 анютиных глазок, число которых исчисляется уже сотнями. Такие гибриды быстрее растут, раньше зацветают и дольше цветут, меньше болеют и значительно более жизнеспособны. Именно они составляют основу современного промышленного ассортимента фиалок Виттрока.
Основным показателем, взятым за основу современной классификации сортов и гибридов фиалки Виттрока, является размер цветка, и, кроме того — габитус растения, время и обилие цветения, устойчивость к неблагоприятным погодным условиям и возможность применения современных технологий при возделывании. В этой классификации (в кратком изложении) сорта распределяются по группам и сериям:
- Группа супрегиганских фиалок (диаметр цветка до 11 см)
  - серия Супер Мажестик Джайнтс F1 (Super Majestic Giants Series F1)
- Группа гигантских фиалок (диаметр цветка 9—10 см)
  - серия Мажестик Джайнтс F1 (Majestic Giants Series F1)
- Группа крупноцветных фиалок (диаметр цветка 8—9 см)
  - серия Краун F1 (Crown Series F1)
  - серия Регал F1 (Regal Series F1)
  - серия Фэнси F1 (Fency Series F1)
  - серия Фама F1 (Fama Series F1)
- Группа среднецветковых фиалок (диаметр цветка 6—8 см)
  - серия Ультима F1 (Ultima Series F1)
  - серия Кристал Боул F1 (Crystal Bowl F1)
  - серия Максим F1 (Maxim Series F1)
  - серия Джокер F2 (Joker F2)
  - серия Кэтс F1 (Cats Series F1)
- Группа мелкоцветных фиалок (диаметр цветка 5—6 см)
  - серия Универсал F1 (Universal Series F1)
  - серия Рококко

## Вредители и болезни
См. в статье Фиалка#Вредители и болезни

## Номенклатура и внутривидовая систематика
Viola × wittrockiana  Gams ex Hegi, 1925, Ill. Fl. Mitteleur. 5,1: 616; hort. et Kappert, 1932, Moller’s Deutsch. Gartn.-Zeit. 47. 25: 293; Вл. Никит., 1996, во Фл. Вост. Евр. 9: 204, он же, 1998, Новости сист. высш. раст. 31: 228; он же, 2006, Новости сист. высш. раст. 31: 198. — Viola tricolor var. hortensis DC. ex Ging., 1824, in DC., Prodr. 1: 303. — Viola hortensis (DC. ex Ging.) Rouy et Foucaud, 1896. Fl. Er.3: 41. non. Illeg. — Виола Виттрока.
Относится к семейству Фиалковые, род Фиалка, подрод Melanium (Ging.) Peterm., секция Melanium Ging., подсекция Melanium (Ging.) Vl.Nikit.
Описан по иллюстрациям как культурный садовый гибрид Viola altaica Ker Gawl., × Viola lutea  Huds. × Viola tricolor L. — Лектотип (Никитин): [Icon], Hegi, 1925, 1. c., fig. 2065.

## В культуре
Также считается символом свободомыслия.
- Символизм

Переплёт, вышитый Елизаветой I в 1544 году для её мачехи Кэтрин Парр, с сердечками, изображёнными в каждом углу
Связь панси с благочестивым смирением упоминается Хартом, который пишет: «У грубых зверей я научился смирению;/ И в жизни панси разглядел Божье провидение». Гиффорд вызывает как христианский, так и классический подтекст, написав, что «Анютины глазки — всё ещё,/Более благословенные, чем я, так проживёте вы / Свой маленький день, — и когда вы умрёте, /Сладкие цветы! Благодарная муза/Подарит стих». Смарт предлагает: «Если бы не ты, о солнце, /Эти анютины глазки, которые, откинувшись на берегу, / Смотрят сквозь безупречный, прозрачный поток, / Их изображение на перевёрнутом Небе, / Могли бы с таким же успехом сменить свою тройную окраску: белую, /пурпурную и золотую».
Из-за его популярности как в обществе, так и в частых упоминаниях в романтической поэзии, начали циркулировать различные новые прозвища для цветка. Доротея Линда Дикс заявляет, что «Пожалуй, ни один цветок (не исключая даже королевскую розу) не претендует на такую всеобщую любимицу, как виола трехцветная; ни один в настоящее время не удостоен такого богатого разнообразия названий, одновременно выражающих изящество, деликатность и нежность». Многие из этих названий обыгрывают причудливую природу любви, в том числе «Три лица под капюшоном», «Огненный цветок», «Подпрыгни и поцелуй меня», «Цветок Юпитера» и «Розовый цвет моего Джона».
В «Гамлете» Офелия раздаёт цветы со словами: «Вот анютины глазки, это для размышлений» (IV.5). Среди других поэтов, упоминающих анютины глазки, — Бен Джонсон, Бернард Бартон, Майкл Дрейтон, Эдмунд Спенсер, Уильям Уэйкфилд и Уильям Вордсворт.
Натаниэль Готорн]] издал свой последний литературный усилий, Неоконченная пьеса, под названием Pansie, фрагмент, иногда называют маленьким Pansie, фрагмент в 1864 году. Д. Х. Лоуренсс анютины глазки: стихи Лоуренса был опубликован в 1929 году, Маргарет Митчелл изначально выбрал Анютины глазки, как и название её «Унесенные ветром» героини, но остановилась на Скарлетт просто прежде чем книга вышла в печать.
Слово «анютины глазки» обозначало женоподобного мужчину со времён Елизаветы, и его использование в качестве пренебрежительного термина для обозначения женоподобного мужчины или мальчика, а также для откровенного гомосексуалиста, используется до сих пор.[требуется цитирование] Слово «понсе» (которое теперь стало означать «сутенёр») и прилагательное «понси» (женоподобный) также происходят от «анютины глазки».
Изобразительное искусство
В изобразительном искусстве Пьер-Жозеф Редуте написал Букет анютиных глазок в 1827 году, а в 1874 году Анри Фантен-Латур написал Натюрморт с Анютиными глазками. В 1887 году Ван Гог нарисовал Мэнд мет виолтьес, а в 1926 году Джорджия О'Кифф создала картину с изображением черных анютиных глазок, названную просто Анютины глазки, а в 1927 году за ней последовали Белые анютины глазки. Дж. Дж. Грандвилл создал фантазийный цветок под названием Pensée в своих анимационных «Флерах».
- В качестве эмблемы

Mand met viooltjes (Vincent van Gogh, 1887)
Поскольку его название означает «мысль», анютины глазки были выбраны в качестве символа Свободомыслия и использовались в литературы Американского светского союза. Гуманисты тоже используют это, поскольку нынешний вид анютиных глазок был выведен от чистого сердца в результате двух столетий преднамеренного скрещивания видов диких растений. Особые цвета цветка — фиолетовый, желтый и белый — символизируют Воспоминания, мысли о любви и сувениры соответственно. Фонд свободы от религии (FFRF) широко использует символ анютиных глазок в своих значках для лацканов и в литературе. Цветок издавна ассоциировался с человеческими манерами. Было сказано: «Природа играет с цветами этого маленького цветка не меньше, чем с чертами человеческого лица».
- Традиции и использование

Поздравительная открытка, около 1900 года.
В «Сне в летнюю ночь» Уильяма Шекспира «сок услады сердца» является любовным зельем и, «приложив веки ко сну, заставит мужчину или женщину безумно полюбить следующее живое существо, которое они увидят». (II.1).
На языке цветов медонос и анютины глазки, оставленные влюбленным для своей возлюбленной, означают: «Я думаю о нашей запретной любви». В 1858 году писатель Джеймс Ширли Хибберд написал, что французский обычай дарить невесте букет анютиных глазок (мыслей) и ноготков (забот) символизировал скорее горести семейнной жизни, чем супружеское счастье.
Немецкая басня рассказывает о том, как анютины глазки утратили свой аромат. Первоначально анютины глазки были очень ароматными, произрастая в диком виде в полях и лесах. Говорили, что люди полностью вытаптывали траву в нетерпении нарвать анютиных глазок. К сожалению, коровы людей голодали из-за разоренных полей, поэтому анютины глазки молились, чтобы они отказались от своих духов. Её молитва была услышана, и без её благоухающего запаха поля стали высокими, а коровы откормились на свежей зелёной траве.
Американские первопроходцы считали, что «горсть фиалок, принесенная на ферму весной, гарантирует процветание, а пренебрежение этой церемонией причиняет вред птенцам и утятам».
Из-за её места в среде американцев также возникла игра под названием «Фиолетовая война». В этой игре два игрока должны были переплетать крючки там, где цветки анютиных глазок соприкасаются со стеблями, затем попытаться раздвинуть два цветка, как поперечные дужки. Тот, кто оторвал большую часть фиолетовых голов своего противника, был объявлен победителем. Молодые американские поселенцы также делали кукол из анютиных глазок, выстраивая «лица» из цветов анютиных глазок, приклеивая юбки из листьев и веточки, чтобы завершить фигурки.
Анютины глазки также используются в фитотерапии.